# 1295 Deflotte
1295 Deflotte је астероид са пречником од приближно 48,03 .
Афел астероида је на удаљености од 3,791 астрономских јединица (АЈ) од Сунца, а перихел на 3,002 АЈ.
Ексцентрицитет орбите износи 0,116, инклинација (нагиб) орбите у односу на раван еклиптике 2,874 степени, а орбитални период износи 2286,976 дана (6,261 година).
Апсолутна магнитуда астероида је 10,60 а геометријски албедо 0,044.
Астероид је откривен 25. новембра 1933. године.